# Бёрт, Александр
Александр Бэрд Бёрт (англ. Alexander Baird Burt; 9 апреля 1884, Рутерглен, Ланаркшир — 1967, Рутерглен, Ланаркшир) — шотландский хоккеист на траве, полузащитник. Бронзовый призёр летних Олимпийских игр 1908 года.

## Биография
Александр Бёрт родился 9 апреля 1884 года в британском городе Рутерглен.
Играл в хоккей на траве за «Рутерглен».
В 1908 году вошёл в состав сборной Шотландии по хоккею на траве на летних Олимпийских играх в Лондоне и завоевал бронзовую медаль, которая пошла в зачёт Великобритании. Играл на позиции полузащитника, провёл 2 матча, забил 2 мяча в ворота сборной Германии.
Умер в 1967 году в Рутерглене.

## Семья
Старший брат — Джон Бёрт (1887—1935), шотландский хоккеист на траве. Бронзовый призёр летних Олимпийских игр 1908 года.